# Meliboeus cupreicollis
Meliboeus cupreicollis es una especie de escarabajo del género Meliboeus, familia Buprestidae. Fue descrita científicamente por Walker en 1859.